# Боббі Руд
Роберт Ф. «Боббі» Руд-молодший(англ. Bobby Roode) — канадський професійний реслер, який виступає в федерації реслінгу WWE на арені NXT. Руд є володарем рекорду за кількістю днів утримання титулів чемпіонства Миру і Командного чемпіонства в TNA. Також він є п'ятикратним Командним чемпіоном TNA, що також є рекордом для компанії.